# Masker

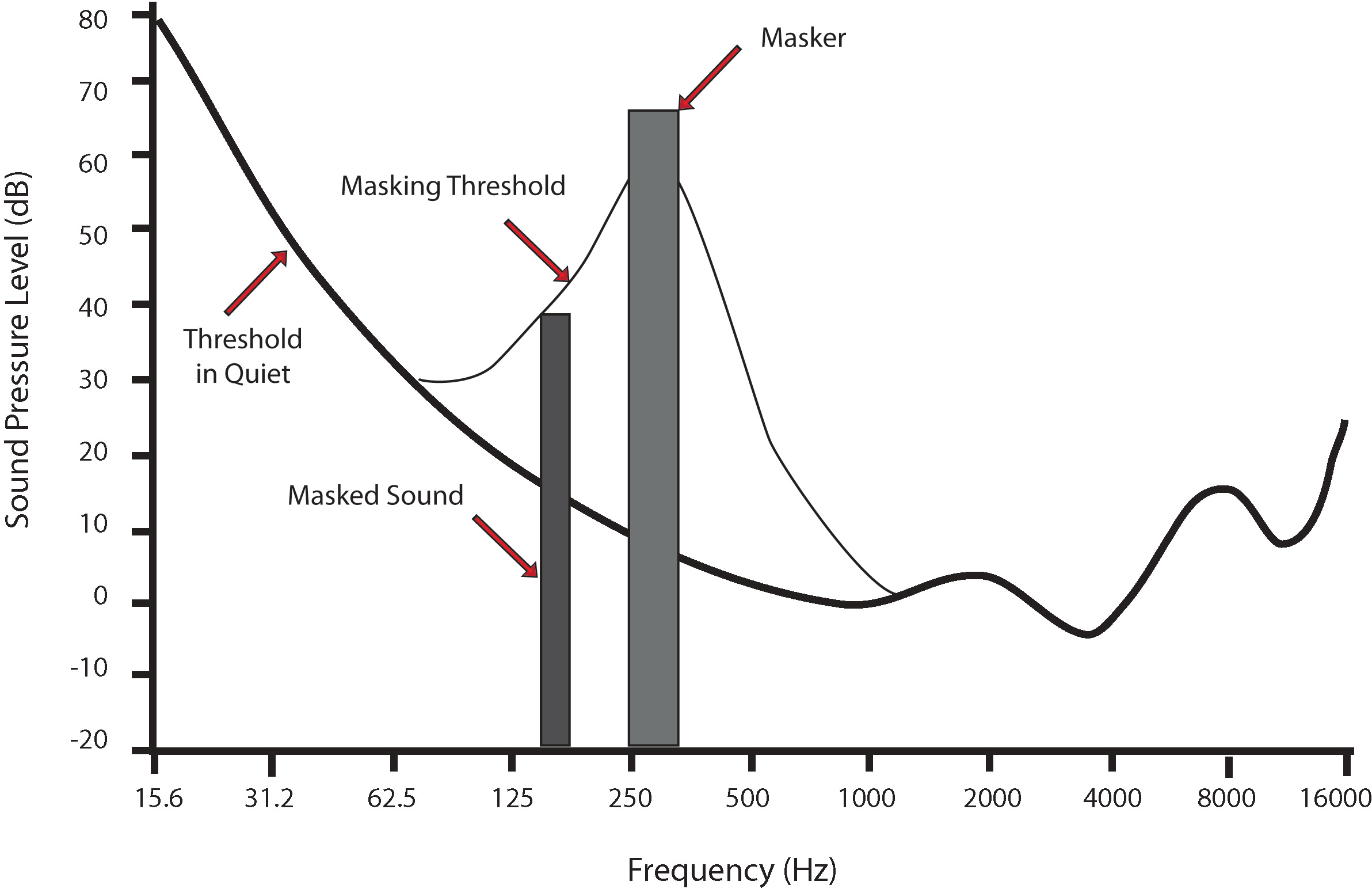
Działanie maskera w funkcji czasu

Masker, sygnał maskujący, ton maskujący – dźwięk, którego obecność obniża (zakłóca) zdolność słuchacza do postrzegania innych dźwięków, przede wszystkim tych następujących jednocześnie i po maskerze. Masker uniemożliwia usłyszenie dźwięków ze względu na właściwości układu słuchowego, co jest opisywane m.in. przez psychoakustykę.
Co istotne i nieintuicyjne, ton maskujący może zakłócać również postrzeganie dźwięków występujących przed maskerem, czyli pozornie skutek występuje przed bodźcem. Czas działania maskera wstecz jest o wiele krótszy niż w przód (np. może to być 3 ms przed maskerem i 100 ms po nim).